# زیلووکی (میشیگان)
زیلووکی، میشیگان (به انگلیسی: Zilwaukee, Michigan) یک شهر در ایالات متحده آمریکا با جمعیت ۱٬۶۵۸ نفر است که در میشیگان واقع شده‌است.

## موقعیت جغرافیایی
موقعیت جغرافیایی شهرها و مناطق اطراف به شرح زیر است: